# Véronique Kossenda Rey
Véronique Kossenda Rey (* 23. September 1996) ist eine kamerunische Leichtathletin, die im Weit- und Dreisprung an den Start geht.

## Sportliche Laufbahn
Erste internationale Erfahrungen sammelte Véronique Kossenda Rey im Jahr 2022, als sie bei den Afrikameisterschaften in Port Louis mit einer Weite von 13,35 m die Bronzemedaille im Dreisprung hinter den Senegalesinnen Sangoné Kandji und Saly Sarr gewann und im Weitsprung mit 5,86 m den achten Platz belegte. Bereits im März siegte sie beim Grand Prix International CAA de Douala mit 6,37 m im Weitsprung sowie mit 13,41 m im Dreisprung. Im August gelangte sie bei den Commonwealth Games in Birmingham mit 12,46 m auf Rang 13 im Dreisprung und wurde bei den Islamic Solidarity Games in Konya mit 12,99 m Neunte. Im Jahr darauf siegte sie mit 13,65 m beim Meeting International de Yaoundé. Anschließend gewann sie bei den Spielen der Frankophonie in Kinshasa mit 13,97 m die Silbermedaille im Dreisprung hinter der Senegalesin Saly Sarr und im Weitsprung gewann sie mit 6,42 m die Bronzemedaille hinter Marthe Koala aus Burkina Faso und der Marokkanerin Yousra Lajdoud. Kurz darauf startete sie im Dreisprung bei den Weltmeisterschaften in Budapest und schied dort mit 13,39 m in der Qualifikationsrunde aus. 2024 belegte sie bei den Afrikaspielen in Accra mit 13,26 m den fünften Platz. Im Juni gewann sie bei den Afrikameisterschaften in Douala mit 13,35 m die Bronzemedaille hinter der Senegalesin Saly Sarr und ihrer Landsfrau Anne-Suzanna Fosther-Katta.
In den Jahren 2021, 2023 und 2024 wurde Kossenda Rey kamerunische Meisterin im Weit- und Dreisprung.

## Persönliche Bestleistungen
- Weitsprung: 6,42 m (+1,1 m/s), 2. August 2023 in Kinshasa
- Dreisprung: 13,97 m (−0,2 m/s), 4. August 2023 in Kinshasa